# Protosphindinae
Protosphindinae es una subfamilia de coleópteros polífagos.

## Géneros
- Protosphindus